# Sound G.
Sound G.는 대한민국의 음악 그룹 브라운 아이드 걸스의 정규 3집 앨범이다. 2009년 7월 9일, 수록곡 "Candy Man"을 선공개하였으며, 같은 해 7월 17일 타이틀 곡인 "Abracadabra"의 티저 영상을 공개하였다. 정규 앨범은 같은 해 7월 20일에 발매되었다. 2009년 10월 29일에는 "Sign"을 포함하여 5곡이 추가된 리패키지 앨범을 발매하였다.

## 특징
- 타이틀곡은 "Abracadabra"이다.
- CD는 총 2장으로 이루어져 있다. 1CD는 정규 음반이고, 2CD는 히트곡들의 리믹스 음반이다.
- 2AM의 조권과 임슬옹, 2PM의 황찬성, 장우영, 옥택연, 총 다섯 명이 프로젝트 그룹 '드러운 아이드 걸스'를 결성하여 "Abracadabra"를 패러디한 "다불어때 다불었다"를 선보였다.
- "Abracadabra"의 안무 중 일명 '시건방 춤'이 화제가 되기도 했었다. 시건방춤은 팔짱을 끼고 상체를 약간 뒤로 다리를 약간 벌리면서 골반을 흔드는 춤이다.
- 타이틀곡인 "Abracadabra" 뮤직비디오에는 모델 김용표가 출연하였다.
- 9번 트랙 "잘 할게요"는 리더 제아가 결혼식을 앞둔 친구를 위해 직접 작사 및 작곡을 했다.
- 리패키지 앨범은 EP 형식으로 발매되었으며, 기존 정규 음반과 합체하여 3집이 완성되는 독특한 구조를 가지고 있다.[4]

## 평가
새로운 음악적 실험에 정규 3집 Sound G.는 한겨레 신문 선정 평론가들이 뽑은 2009년 올해의 앨범에서 5위를 차지하고, 타이틀곡 Abracadabra는 작곡가들이 뽑은 올해의 걸작으로 선정되는 등 대중성과 음악성을 동시에 겸비했다는 호평을 받았다. 또한, 2010년 3월 30일 열린 제7회 한국대중음악상 시상식에서는 최우수 댄스&일렉트로닉 부문의 음반(Sound-G)과 노래(Abracadabra)에서 2관왕에 오르는 등 그 음악성을 평론가들로부터도 공인받았다.

## 수록 곡

### Sound G.
| #   | 제목                    | 작사          | 작곡                | 재생 시간 |
| --- | ----------------------- | ------------- | ------------------- | --------- |
| 1.  | 〈Glam Girl〉           | D'DAY, 김이나 | KZ                  | 3:10      |
| 2.  | 〈Abracadabra〉         | 김이나        | 히치하이커, 이민수  | 3:02      |
| 3.  | 〈중독〉                | 윤일상        | 윤일상              | 4:22      |
| 4.  | 〈Candy Man〉           | 김이나        | Saintbinary, 이민수 | 3:25      |
| 5.  | 〈Moody Night〉         | 미료          | east4A              | 3:40      |
| 6.  | 〈이상한 일〉           | 박창학        | Haihm               | 3:30      |
| 7.  | 〈못 가〉               | 윤일상        | 윤일상              | 4:05      |
| 8.  | 〈여자가 있어도〉       | 이상백        | 이진성              | 3:47      |
| 9.  | 〈잘 할게요〉           | 제아          | 제아, 소담          | 4:06      |
| 10. | 〈Abracadabra〉 (Inst.) |               | 히치하이커, 이민수  | 3:02      |
| 11. | 〈Candy Man〉 (Inst.)   |               | Saintbinary, 이민수 | 3:25      |
| 12. | 〈잘 할게요〉 (Inst.)   |               | 제아, 소담          | 4:06      |

| #  | 제목                                                                      | 재생 시간 |
| -- | ------------------------------------------------------------------------- | --------- |
| 1. | 〈DJ Cloud Translates L.O.V.E〉 (Cloud Remix)                             | 3:52      |
| 2. | 〈Haihm Translates Second〉 (Haihm Rebuild)                               | 4:43      |
| 3. | 〈East4A translates You〉 (East4A Soulsome Remix)                         | 4:13      |
| 4. | 〈Hitchhiker Translates 어쩌다〉 (Hitchhiker Dynamic Remix)               | 4:25      |
| 5. | 〈Saintbinary Translates Hold The Line〉 (Saintbinary Sweet Purple Remix) | 5:40      |
| 6. | 〈Junjaman Translates My Style〉 (Junjaman Wet Dream Remix)               | 4:00      |
| 7. | 〈Fraktal Translates Oasis〉 (Fraktal Desert Is Land Mix)                 | 6:06      |

### Sound G. Sign
| #  | 제목                                   | 작사    | 작곡               | 재생 시간 |
| -- | -------------------------------------- | ------- | ------------------ | --------- |
| 1. | 〈Sign〉                               | 김이나  | 이민수             | 3:23      |
| 2. | 〈잠에 취해〉                          | G고릴라 | G고릴라            | 3:48      |
| 3. | 〈Abracadabra〉 (Fraktal Voodoo Remix) | 김이나  | 히치하이커, 이민수 | 3:17      |
| 4. | 〈Sign〉 (Junjaman Remix)              | 김이나  | 이민수             | 3:25      |
| 5. | 〈잠에 취해〉 (Inst.)                  |         | G고릴라            | 3:48      |

## 논란
타이틀 곡 "Abracadabra" 뮤직 비디오에서 살인과 동성애, 성행위 등의 선정성 논란이 있었다. 특히 처음의 부분이 더 선정성이 높다. 이후 7월 28일 곰TV에서 "Abracadabra"의 안무 버전 뮤직 비디오가 별도로 공개되었다. 이 뮤직 비디오는 지상파 방송용으로 사용되었다.